# Liste der Bodendenkmäler in Bobingen
Auf dieser Seite sind die Bodendenkmäler in der schwäbischen Stadt Bobingen zusammengestellt. Diese Tabelle ist eine Teilliste der Liste der Bodendenkmäler in Bayern. Grundlage ist die Bayerische Denkmalliste, die auf Basis des Bayerischen Denkmalschutzgesetzes vom 1. Oktober 1973 erstmals erstellt wurde und seither durch das Bayerische Landesamt für Denkmalpflege geführt wird. Die folgenden Angaben ersetzen nicht die rechtsverbindliche Auskunft der Denkmalschutzbehörde.

## Bodendenkmäler der Gemeinde Bobingen

### Bodendenkmäler im Ortsteil Bobingen
| Lage                | Objekt | Akten-Nr.     | Bild |
| ------------------- | --- | ------------- | ---- |
| Bobingen (Standort) | Grabhügel der Bronzezeit. | D-7-7730-0018 |      |
| Bobingen (Standort) | Grabhügel vorgeschichtlicher Zeitstellung. | D-7-7730-0019 |      |
| Bobingen (Standort) | Straßentrasse vor- und frühgeschichtlicher Zeitstellung. | D-7-7730-0020 |      |
| Bobingen (Standort) | Straße vor- und frühgeschichtlicher Zeitstellung. | D-7-7730-0022 |      |
| Bobingen (Standort) | Grabhügel der Bronzezeit sowie Schürfgruben vor- und frühgeschichtlicher oder mittelalterlicher Zeitstellung.                                                                   | D-7-7730-0025 |      |
| Bobingen (Standort) | Grabhügel vorgeschichtlicher Zeitstellung. | D-7-7730-0027 |      |
| Bobingen (Standort) | Siedlung vor- und frühgeschichtlicher Zeitstellung. | D-7-7730-0031 |      |
| Bobingen (Standort) | Grabhügel der Bronzezeit und Hallstattzeit. | D-7-7730-0032 |      |
| Bobingen (Standort) | Grabhügel vorgeschichtlicher Zeitstellung sowie Pingen vor- und frühgeschichtlicher oder mittelalterlicher Zeitstellung.                                                        | D-7-7730-0033 |      |
| Bobingen (Standort) | Abschnittsbefestigung vor- und frühgeschichtlicher Zeitstellung, Siedlung der Bronzezeit und Urnenfelderzeit.                                                                   | D-7-7730-0034 |      |
| Bobingen (Standort) | Grabhügel der Hallstattzeit. | D-7-7730-0036 |      |
| Bobingen (Standort) | Mittelalterliche und frühneuzeitliche Befunde im Bereich des ehemaligen Wasserschlosses in Bobingen, Burgstall des Mittelalters.                                                | D-7-7730-0038 |      |
| Bobingen (Standort) | Burgus der römischen Kaiserzeit sowie mittelalterliche und frühneuzeitliche Befunde im Bereich der Katholischen Pfarrkirche St. Felizitas in Bobingen mit befestigtem Kirchhof. | D-7-7730-0039 |      |
| Bobingen (Standort) | Siedlung des Neolithikums, der Bronzezeit und des frühen Mittelalters. | D-7-7730-0040 |      |
| Bobingen (Standort) | Körpergräber des Mittelalters. | D-7-7730-0041 |      |
| Bobingen (Standort) | Körpergräber vor- und frühgeschichtlicher Zeitstellung. | D-7-7730-0042 |      |
| Bobingen (Standort) | Körpergräber vor- und frühgeschichtlicher Zeitstellung. | D-7-7730-0043 |      |
| Bobingen (Standort) | Verebnete Grabhügel vorgeschichtlicher Zeitstellung. | D-7-7730-0047 |      |
| Bobingen (Standort) | Siedlung vorgeschichtlicher Zeitstellung, Grabhügel der Hallstattzeit und Nachbestattung der römischen Kaiserzeit.                                                              | D-7-7730-0049 |      |
| Bobingen (Standort) | Straßentrasse vor- und frühgeschichtlicher Zeitstellung. | D-7-7730-0100 |      |
| Bobingen (Standort) | Befestigung und Siedlung bzw. Werkplatz mittelalterlicher Zeitstellung. | D-7-7730-0109 |      |
| Bobingen (Standort) | Siedlung der Linearbandkeramik und der Altheimer Kultur sowie der Bronzezeit und Hallstattzeit.                                                                                 | D-7-7730-0123 |      |
| Bobingen (Standort) | Siedlung der römischen Kaiserzeit und des Mittelalters, Körpergräber des Frühmittelalters.                                                                                      | D-7-7730-0217 |      |
| Bobingen (Standort) | Frühneuzeitliche Befunde im Bereich des ehemaligen Oberen Schlosses. | D-7-7730-0222 |      |
| Bobingen (Standort) | Siedlung des späten Mittelalters und der frühen Neuzeit. | D-7-7730-0240 |      |
| Bobingen (Standort) | Freilandstation des Mesolithikums, Siedlung des Neolithikums und der Urnenfelderzeit, Grabenwerk vor- und frühgeschichtlicher Zeitstellung.                                     | D-7-7731-0110 |      |
| Bobingen (Standort) | Grabhügel vorgeschichtlicher Zeitstellung. | D-7-7731-0115 |      |
| Bobingen (Standort) | Körpergräber des frühen Mittelalters. | D-7-7731-0120 |      |
| Bobingen (Standort) | Körpergräber der Latènezeit. | D-7-7731-0121 |      |
| Bobingen (Standort) | Körpergräber der Latènezeit. | D-7-7731-0122 |      |
| Bobingen (Standort) | Körpergräber des frühen Mittelalters. | D-7-7731-0123 |      |
| Bobingen (Standort) | Mittelalterliche und frühneuzeitliche Befunde im Bereich der Kapelle St. Wolfgang und Wendelin in Bobingen.                                                                     | D-7-7731-0186 |      |
| Bobingen (Standort) | Siedlung des Neolithikums und der römischen Kaiserzeit, Körpergräber des frühen Mittelalters.                                                                                   | D-7-7731-0199 |      |
| Bobingen (Standort) | Siedlung der Spätbronze- und Urnenfelderzeit, Gräber der Urnenfelderzeit, Kastell, Vicus, Werklplatz und Brandgräber der römischen Kaiserzeit.                                  | D-7-7731-0237 |      |
| Bobingen (Standort) | Brandgräber der Bronzezeit. | D-7-7731-0239 |      |
| Bobingen (Standort) | Teilstück einer Straße der römischen Kaiserzeit. | D-7-7731-0259 |      |
| Bobingen (Standort) | Straße der römischen Kaiserzeit. | D-7-7731-0261 |      |
| Bobingen (Standort) | Frühneuzeitliche Befunde im Bereich des ehemaligen Mittleren Schlosses. | D-7-7731-0289 |      |
| Bobingen (Standort) | Frühneuzeitliche Befunde im Bereich des ehemaligen Unteren Schlosses. | D-7-7731-0290 |      |
| Bobingen (Standort) | Mittelalterliche und frühneuzeitliche Befunde im Bereich des abgegangenen Hl.-Kreuz-Schlosses.                                                                                  | D-7-7731-0291 |      |

### Bodendenkmäler im Ortsteil Inningen
| Lage                | Objekt                                                       | Akten-Nr.     | Bild |
| ------------------- | ------------------------------------------------------------ | ------------- | ---- |
| Inningen (Standort) | Siedlung der Linearbandkeramik und der römischen Kaiserzeit. | D-7-7731-0108 |      |

### Bodendenkmäler im Ortsteil Königsbrunn
| Lage                   | Objekt                                                | Akten-Nr.     | Bild |
| ---------------------- | ----------------------------------------------------- | ------------- | ---- |
| Königsbrunn (Standort) | Siedlung der römischen Kaiserzeit.                    | D-7-7731-0126 |      |
| Königsbrunn (Standort) | Siedlung der römischen Kaiserzeit.                    | D-7-7731-0129 |      |
| Königsbrunn (Standort) | Siedlung der Bronzezeit und der römischen Kaiserzeit. | D-7-7731-0130 |      |

### Bodendenkmäler im Ortsteil Reinhartshausen
| Lage                       | Objekt | Akten-Nr.     | Bild |
| -------------------------- | --- | ------------- | ---- |
| Reinhartshausen (Standort) | Frühneuzeitliche Befunde im Bereich des ehemaligen Wasserschlosses Burgwalden.                                                | D-7-7730-0013 |      |
| Reinhartshausen (Standort) | Mittelalterliche und frühneuzeitliche Befunde im Bereich der Filialkirche Unsere Liebe Frau und St. Franziskus in Burgwalden. | D-7-7730-0227 |      |
| Reinhartshausen (Standort) | Frühneuzeitliche Befunde im Bereich der Katholischen Marienkapelle in Reinhartshausen.                                        | D-7-7730-0228 |      |
| Reinhartshausen (Standort) | Frühneuzeitliche Befunde im Bereich der Katholischen Pfarrkirche St. Laurentius in Reinhartshausen.                           | D-7-7730-0229 |      |

### Bodendenkmäler im Ortsteil Straßberg
| Lage                 | Objekt                                                   | Akten-Nr.     | Bild |
| -------------------- | -------------------------------------------------------- | ------------- | ---- |
| Straßberg (Standort) | Trichtergruben des frühen Mittelalters.                  | D-7-7730-0014 |      |
| Straßberg (Standort) | Grabhügel vorgeschichtlicher Zeitstellung.               | D-7-7730-0015 |      |
| Straßberg (Standort) | Grabhügel vorgeschichtlicher Zeitstellung.               | D-7-7730-0016 |      |
| Straßberg (Standort) | Grabhügel vorgeschichtlicher Zeitstellung.               | D-7-7730-0017 |      |
| Straßberg (Standort) | Mittelalterlicher Burgstall und neuzeitlicher Adelssitz. | D-7-7730-0108 |      |
| Straßberg (Standort) | Ziegelei der römischen Kaiserzeit.                       | D-7-7730-0219 |      |

### Bodendenkmäler im Ortsteil Waldberg
| Lage                | Objekt                                                                                                  | Akten-Nr.     | Bild |
| ------------------- | --- | ------------- | ---- |
| Waldberg (Standort) | Mittelalterliche und frühneuzeitliche Befunde im Bereich der abgegangenen Kirche St. Vitus in Waldberg. | D-7-7730-0008 |      |
| Waldberg (Standort) | Burgstall des Mittelalters.                                                                             | D-7-7730-0010 |      |

### Bodendenkmäler im Ortsteil Wehringen
| Lage                 | Objekt                                                               | Akten-Nr.     | Bild |
| -------------------- | -------------------------------------------------------------------- | ------------- | ---- |
| Wehringen (Standort) | Grabhügel der Hallstattzeit und Grabenwerk der römischen Kaiserzeit. | D-7-7730-0048 |      |